# Pieter Johannes van Rhijn

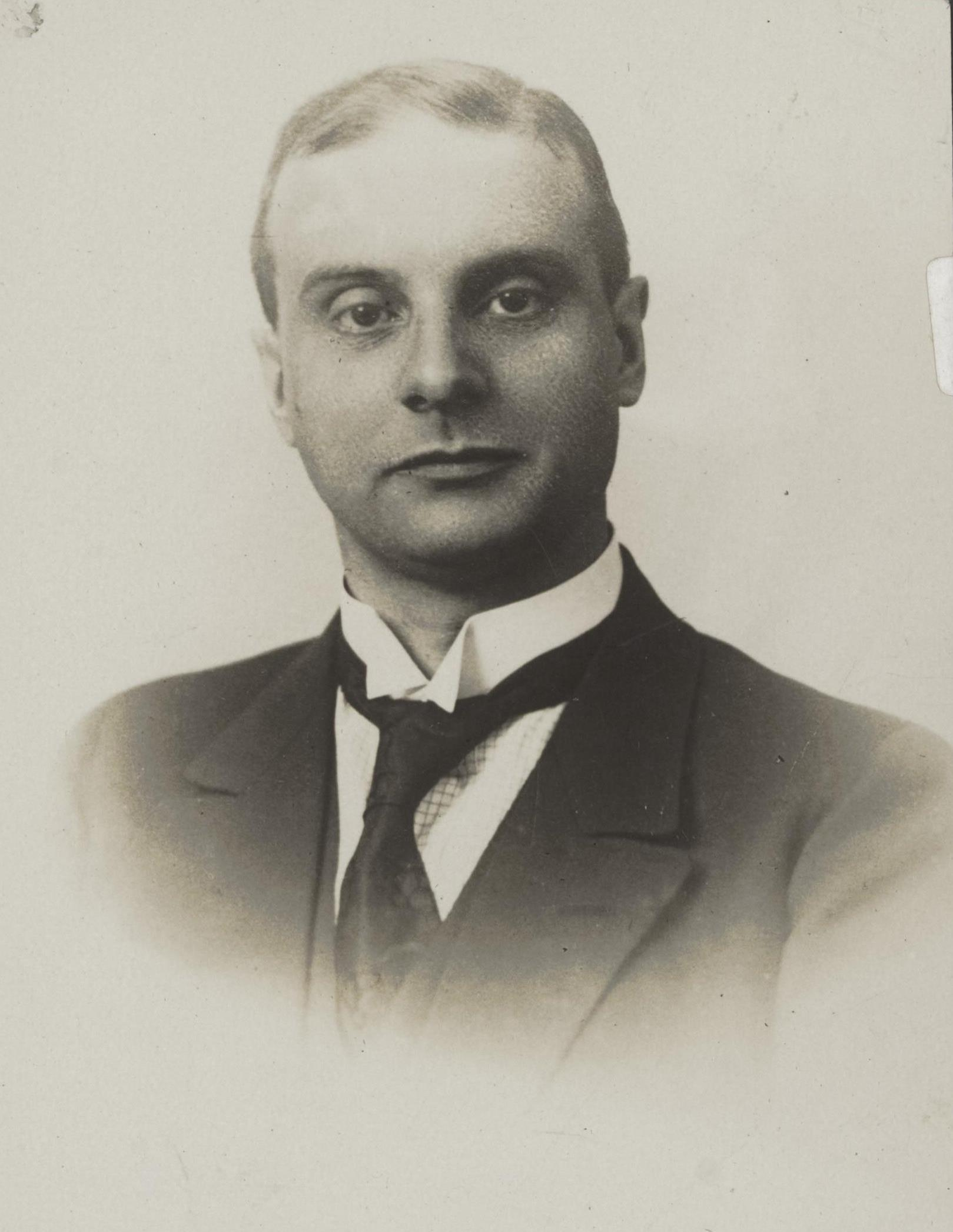
Pieter Johannes van Rhijn

Pieter Johannes van Rhijn (* 24. März 1886 in Gouda; † 9. Mai 1960 in Groningen) war ein niederländischer Astronom.

## Leben
Pieter Johannes van Rhijn wurde am 24. März als Sohn von Cornelis Hendrikus van Rhijn (1849–1913), späterer Theologieprofessor, und Aletta Jacoba Francina Kruijt (1859–1945) in Gouda geboren. Er wuchs mit einer älteren Schwester und drei jüngeren Brüdern auf.
Er studierte Astronomie und nach einem Aufenthalt am Mount-Wilson-Observatorium von 1912 bis 1913 erhielt er eine Assistentenstelle am von Jacobus Kapteyn gegründeten astronomischen Labor in Groningen. Dort wurde er 1915 mit der Dissertation „Derivation of the change of colour with distance and apparent magnitude together with a new determination of the mean parallaxes of the stars with given magnitude and proper motion “ (Ableitung des Farbwechsels in Abhängigkeit von Abstand und scheinbarer Helligkeit zusammen mit einer neuen Bestimmung der mittleren Parallaxen von Sternen mit gegebener Magnitude und Eigenbewegung) unter Kapteyn promoviert.
1921 wurde er als Nachfolger Kapteyns zum Professor und Direktor des astronomischen Labors ernannt.
Hier arbeitete er weiter an dem von seinem Vorgänger begonnenen Projekt der Selected Areas (ausgewählte Ausschnitte), in dem es um die Analyse von 252 rechteckigen oder kreisförmigen Himmelsausschnitten der Größe um 1,5° zum Quadrat ging, die jeweils um einen Stern der scheinbaren Helligkeit 8.0 bis 9.0 zentriert waren und sonst nur schwächere Sterne enthielten.
Da Groningen zu diesem Zeitpunkt kein Teleskop besaß, erforderte das Projekt eine Zusammenarbeit mit anderen Observatorien, hauptsächlich mit dem Harvard-College-Observatorium und dem Mount-Wilson-Observatorium, aber auch mit der Hamburger Sternwarte.
Die Ergebnisse der 206 Ausschnitte, die nicht im Bereich der Milchstraße lagen, wurden 1924 veröffentlicht, die 46 fehlenden Ausschnitte konnten erst 1952 fertiggestellt werden.
Van Rhijn bemühte sich um ein Teleskop für Groningen, konnte aber wie bereits sein Vorgänger keine staatliche Unterstützung finden. Schließlich gelang es 1931 mittels privater Quellen ein 55-cm-Spiegeltelskop auf dem Dach des astronomischen Labors zu errichten, doch wurde bald klar, dass die zentrale Lage für Beobachtungen nicht günstig war.
Van Rhijn war durchgehend Präsident der IAU-Kommission 32 für Selected Areas, die von 1932 bis 1958 bestand.
Er veröffentlichte aber auch eigene Arbeiten in der Stellarstatistik, exemplarisch sei hier „On the Frequency of the Absolute Magnitudes of the Stars“ (Über die Häufigkeit von absoluten Sternhelligkeiten) genannt, in der er eine Beziehung entwickelte, die als van-Rhijn-Helligkeitsfunktion (van Rhijn luminosity function) bekannt wurde. Ferner arbeitete er über interstellare Extinktion.
Van Rhjin war von 1939 bis 1940 Rektor der Universität. In diese Amtszeit fiel die Besetzung der Niederlande durch die Nazis im Zweiten Weltkrieg und die Lehre in Groningen kam während des Krieges praktisch zum Erliegen. Ab 1943 war er wegen einer Tuberkuloseerkrankung in einem Sanatorium untergebracht und konnte erst 1948/49 seine Arbeit wieder aufnehmen, aber es dauerte Jahre bis seine Gesundheit wiederhergestellt war.
Er arbeitete weiter über Verteilungen von Sternen, 1952 beendete er, wie oben erwähnt, das Projekt der Selected Areas, 1953 veröffentlichte er eine Arbeit über die interstellare Extinktion in Abhängigkeit von der Wellenlänge.
Mit 70 Jahren ging er in den Ruhestand, sein Nachfolger am astronomischen Labor wurde Adriaan Blaauw. In der unten zitierten Biografie schätzt Pieter C. van der Kruit die Bedeutung van Rhijns geringer ein als die seines Vorgängers Kapteyn, bezeichnet seine Forschung aber als solide und nützlich und hebt besonders die große Arbeitsleistung hervor, die er in die Auswertung der Selected Areas steckte.
Im Jahre 1932, im Alter von 46 Jahren, schloss van Rhijn die Ehe mit Regnera Louise Geertruid Constantia de Bie (1906–1997), sie hatten einen Sohn und eine Tochter.
Seine Doktoranden waren Egbert Adriaan Kreiken (1896–1964), Jan Schilt (1894–1982), Jan Hendrik Oort (1900–1992), Peter van de Kamp (1901–1995), Willem Jan Klein Wassink (1902–1974), Barthelomeus Jan Bok (1906–1983), Jean Jacques Raimond Jr. (1903–1961), Broer Hiemstra (1911–1994) und Adriaan Blaauw (1914–2010).
Pieter Johannes van Rhijn starb am 9. Mai 1960 im Alter von 74 Jahren und wurde in Groningen beerdigt.

## Ehrungen
- Der 1935 entdeckte Asteroid (2203) van Rhijn wurde nach Pieter Johannes van Rhijn benannt.[9]
- Im Jahre 1970 benannte die Internationale Astronomische Union den Mondkrater Van Rhijn offiziell nach van Rhijn.[10]